# Johannes Buchter
Johannes Buchter (* 25. November 1954 in Pforzheim) ist ein deutscher Politiker (Bündnis 90/Die Grünen).

## Leben und Beruf
Buchter erlangte die Fachhochschulreife am Technischen Gymnasium in Freudenstadt und absolvierte anschließend die Ausbildung zum gehobenen Forstdienst. Von 1980 bis 1982 war er Entwicklungshelfer in Ruanda, 1983 wurde er Leiter des Forstreviers Haslach. Buchter ist verheiratet und hat drei Kinder.

## Politik
Buchter wurde 1983 Mitglied der Grünen und 1984 in den Kreistag von Böblingen gewählt. Von 1992 bis 2001 war er Abgeordneter im Landtag von Baden-Württemberg, in dem er das Zweitmandat des Wahlkreises 6 Leonberg innehatte. 2003 wurde er im ersten Wahlgang mit 55 % zum Bürgermeister von Gäufelden gewählt und 2011 mit 96,6 % im Amt bestätigt. Dies war möglich, da sich zur Bürgermeisterwahl kein Gegenkandidat gemeldet hatte. Die Wahlbeteiligung lag bei ca. 26,6 %. Bei der Neuwahl 2019 trat er nicht mehr an.